# Δ13C

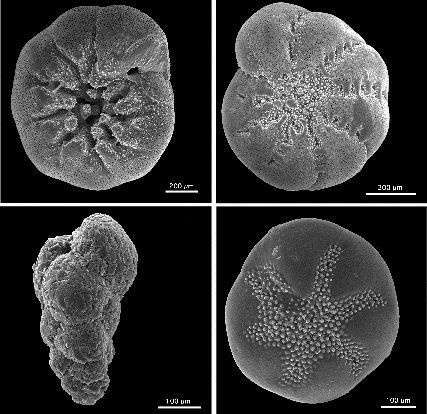
amostras de foraminíferos.

Em geoquímica, paleoclimatologia e paleoceanografia '"δ13C'"é um assinatura isotópica, uma medida da proporção de isótopos estáveis '"13C12C' ", sendo indicado em partes por mil (‰).
A definição é, em partes  por mil:
{\displaystyle \mathrm {\delta ^{13}C} ={\Biggl (}\mathrm {\frac {{\bigl (}{\frac {^{13}C}{^{12}C}}{\bigr )}_{sample}}{{\bigl (}{\frac {^{13}C}{^{12}C}}{\bigr )}_{standard}}} -1{\Biggr )}\times 1000\ ^{o}\!/\!_{oo}}
onde o padrão é uma referência estabelecida, como a água oceânica.
δ 13o C varia com o tempo como uma função de produtividade, enterro de carbono orgânico e tipo de vegetação.
O metano tem uma muito leve assinatura δ13C: o metano biogênico de −60‰, o metano termogênico −40‰. O lançamento de grandes quantidades de clatratos de metano pode impactar nos valores de δ13C  global como no PETM.